# Халхул
Халхул (на арабски: حلحول) е град, разположен на Западния бряг в Палестинската автономия, намира се в провинция Хеброн. Населението на града е 27 031 души (по данни от преброяването от 2017 г.).